# Придорожнє (селище)
Придоро́жнє — селище Іловайської міської громади Донецького району Донецької області, Україна.

## Географія
У селищі бере початок Балка Зайцева.

## Загальні відомості
Відстань до Амвросіївки становить близько 33 км і проходить автошляхом Т 0507.
Територія селища межує із землями м. Іловайськ.
У селищі розташований зупинний пункт КМС-191.
Унаслідок російської військової агресії із серпня 2014 р. Придорожнє перебуває на території ОРДЛО.

## Населення

### Мова
Розподіл населення за рідною мовою за даними перепису 2001 року:
| Мова       | Кількість | Відсоток |
| ---------- | --------- | -------- |
| українська | 28        | 82.35%   |
| російська  | 6         | 17.65%   |
| Усього     | 34        | 100%     |

За даними перепису 2001 року населення селища становило 34 особи, з них 82,35 % зазначили рідною мову українську та 17,65 % — російську.